# Primark
Primark es una cadena irlandesa de ropa y complementos que pertenece al grupo Associated British Foods. La mayoría de los productos que venden se fabrican exclusivamente para el grupo, pero también se comercializan prendas fuera de temporada de otras marcas. Es denominada Penneys en su país de origen.

## Historia

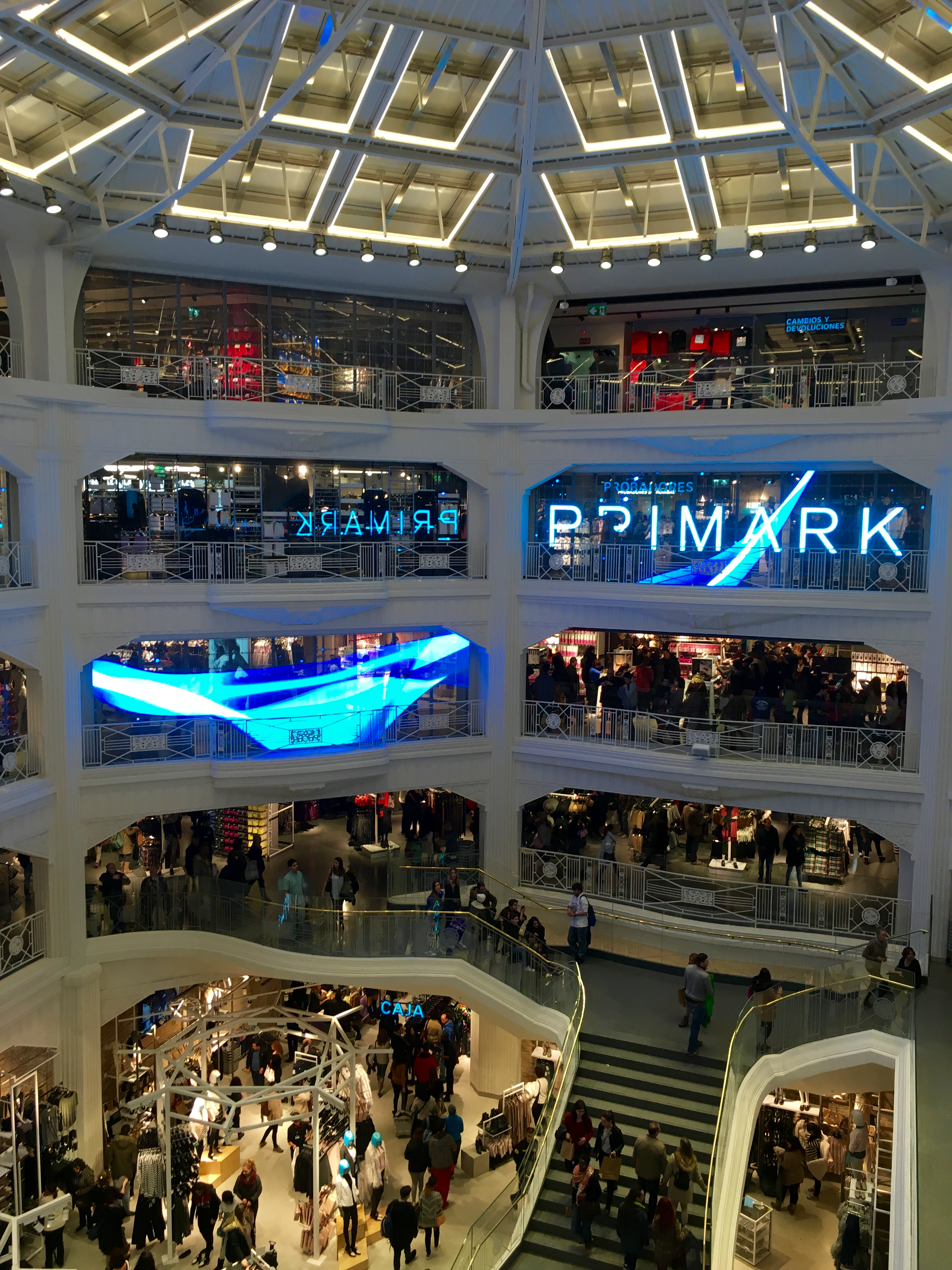
Interior del Primark de Gran Vía, Madrid (España).

En 1969 se abrió la primera tienda del grupo en Mary Street de Dublín, con el nombre de Penneys. En menos de un año se inauguraron cuatro locales más en la capital irlandesa, y en 1971 se abrió el primero en Cork. Dos años después llegó a Reino Unido bajo la marca Primark. En 2000 aprovechó la retirada de C&A del mercado británico para adquirir sus locales, lo que le ayudó a superar los 100 establecimientos.
La marca destaca por su variada oferta de moda y complementos, así como artículos de hogar, todos ofertados a un bajo precio. En sus tiendas se encuentran secciones de hogar, accesorios de tecnología, calzado, moda masculina, moda femenina, moda infantil, cosmética, ropa de cama, etc.
Desde 2006 ha iniciado un plan de expansión internacional en Europa, que comenzó con la inauguración de una tienda en el centro comercial Plenilunio en Madrid, España. En 2009 ha abierto negocios en Portugal, Países Bajos, Alemania y Bélgica. Actualmente la marca Penneys se utiliza solo en la República de Irlanda, mientras que en el resto de países se llama Primark.
En 2009 el fundador Arthur Ryan abandonó la compañía y se emprendió una renovación en todos sus cargos directivos.

## Tiendas

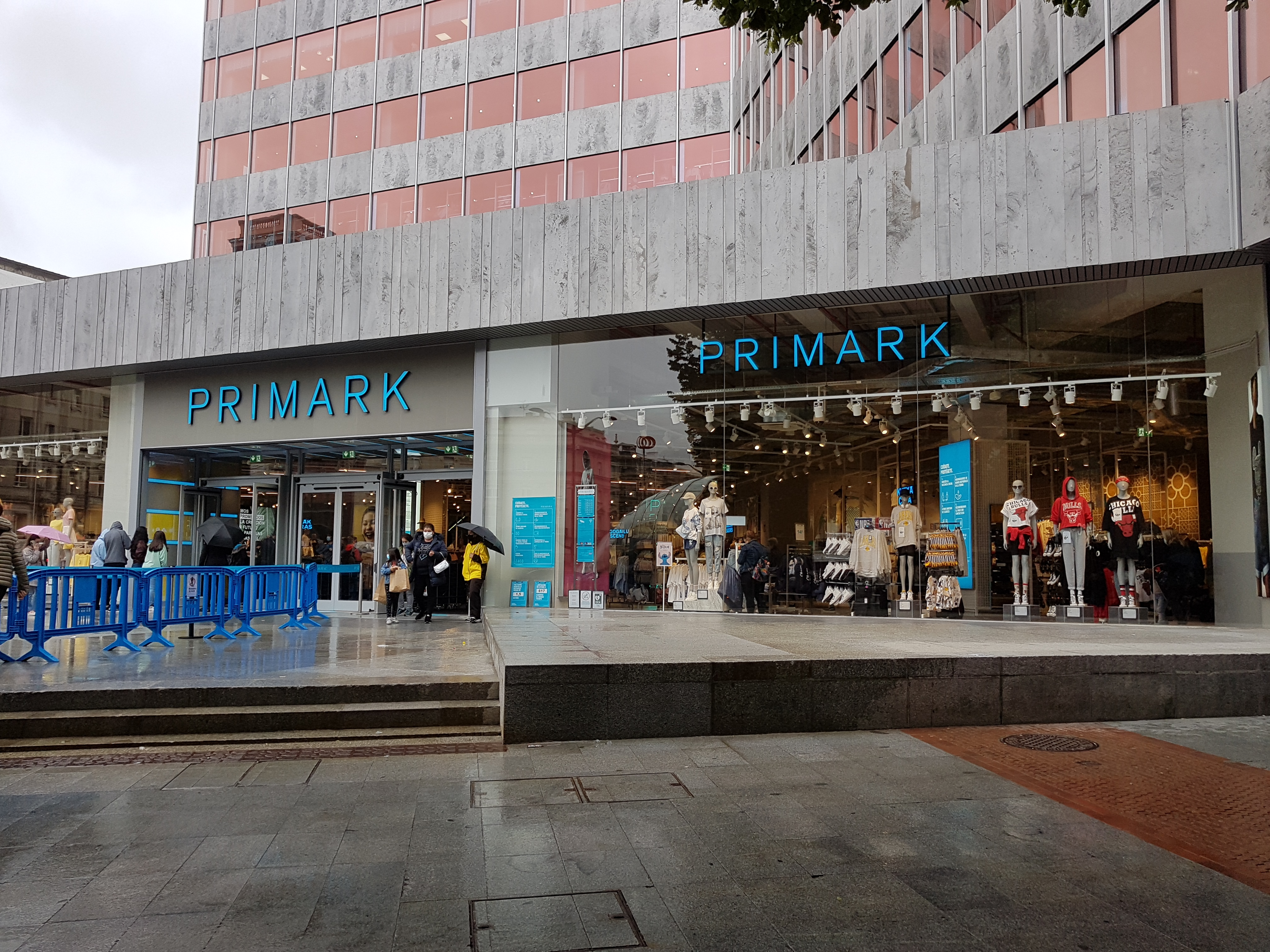
Primark Bilbao en las seis primeras plantas de la torre Bizkaia.

El principal mercado de Primark es la Unión Europea. En las islas británicas suma más de 200 establecimientos. Mánchester (Reino Unido) cuenta con la tienda más grande del grupo, más de 13 900 metros cuadrados.
Primark inició su expansión internacional en 2006 con una tienda en Madrid, y actualmente cuenta con 51 establecimientos en España (en 2021). El más importante está ubicado en el Edificio Madrid-París de la Gran Vía madrileña, que se trata de la segunda tienda Primark más grande del mundo con 12 400 metros cuadrados en cinco plantas. A lo largo de la década de 2010 siguieron otras aperturas en Países Bajos, Portugal, Alemania y Bélgica.
Primark se expandió a los Estados Unidos en 2015 cuando abrió su primera tienda en Boston, ocupando cuatro plantas y más de 7000 metros cuadrados.
En 2019, Primark ha abierto la tienda más grande del mundo en Birmingham, donde ofrece servicios de peluqueros y esteticistas, así como cafetería con zona de juegos y un restaurante.
| País:           | N.º de tiendas (mayo 2023) | Próximas aperturas   |
| --------------- | -------------------------- | -------------------- |
| Reino Unido     | 191                        | --                   |
| España          | 56                         | --                   |
| Irlanda         | 37                         | --                   |
| Alemania        | 30                         | --                   |
| Francia         | 23                         | 2 Caen - Montpellier |
| Estados Unidos  | 22                         | --                   |
| Países Bajos    | 20                         | --                   |
| Italia          | 15                         | --                   |
| Portugal        | 10                         | --                   |
| Bélgica         | 8                          | --                   |
| Austria         | 5                          | --                   |
| Polonia         | 4                          | --                   |
| República Checa | 2                          | --                   |
| Eslovenia       | 1                          | --                   |
| Rumania         | 1                          | --                   |
| TOTAL:          | 425                        | 2                    |